# Pingüí de les Snares
El pingüí de les Snares (Eudyptes robustus) és un ocell marí de la família dels esfeníscids (Spheniscidae). És un dels coneguts com pingüins crestats, degut a les contrastades plomes grogues que llueixen al cap.

## Morfologia
- És un pingüí de mitjana grandària que fa uns 50 – 70 cm de llargària i un pes de 2500 – 4000 grams. És molt fàcil de confondre amb el pingüí de Fiordland.
- Negre per sobre i el cap. Blanc a les parts inferiors.
- Línia estreta de plomes grogues des de l'obertura nasal, per dalt de l'ull i per sota del capell.
- Iris vermell, bec marró rogenc clar i potes color carn.
- Els joves són semblants als adults, amb la gola blanquinosa i les plomes de cresta poc marcades.

## Hàbitat i distribució
Ocell pelàgic, cria en zones de bosc a les Illes Snares, al sud-oest de Nova Zelanda. Arriba fins a Austràlia Meridional, Tasmània, Nova Zelanda, Macquarie i Antípodes.

## Alimentació
S'alimenta principalment de krill (60%), seguit de cefalòpodes (20%) i peixets (2%).

## Reproducció
Els mascles arriben a les colònies de cria en Agost per preparar el niu, amb pedres, fusta i vegetació. La femella arriba poc després i pon dos ous en setembre o principis d'octubre. Normalment el primer ou no és viable. Els dos pares fan torns per covar, mentre l'altre va a la mar per alimentar-se. Coven durant 37 – 39 dies. Els pares alimenten el pollet mitjançant regurgitació. A les tres setmanes el pollet passa a viure a una guarderia, juntament amb pollets de la seva edat. A les 11 setmanes abandonen l'àrea de cria i s'endinsen en el mar.